# Supercèl·lula (meteorologia)

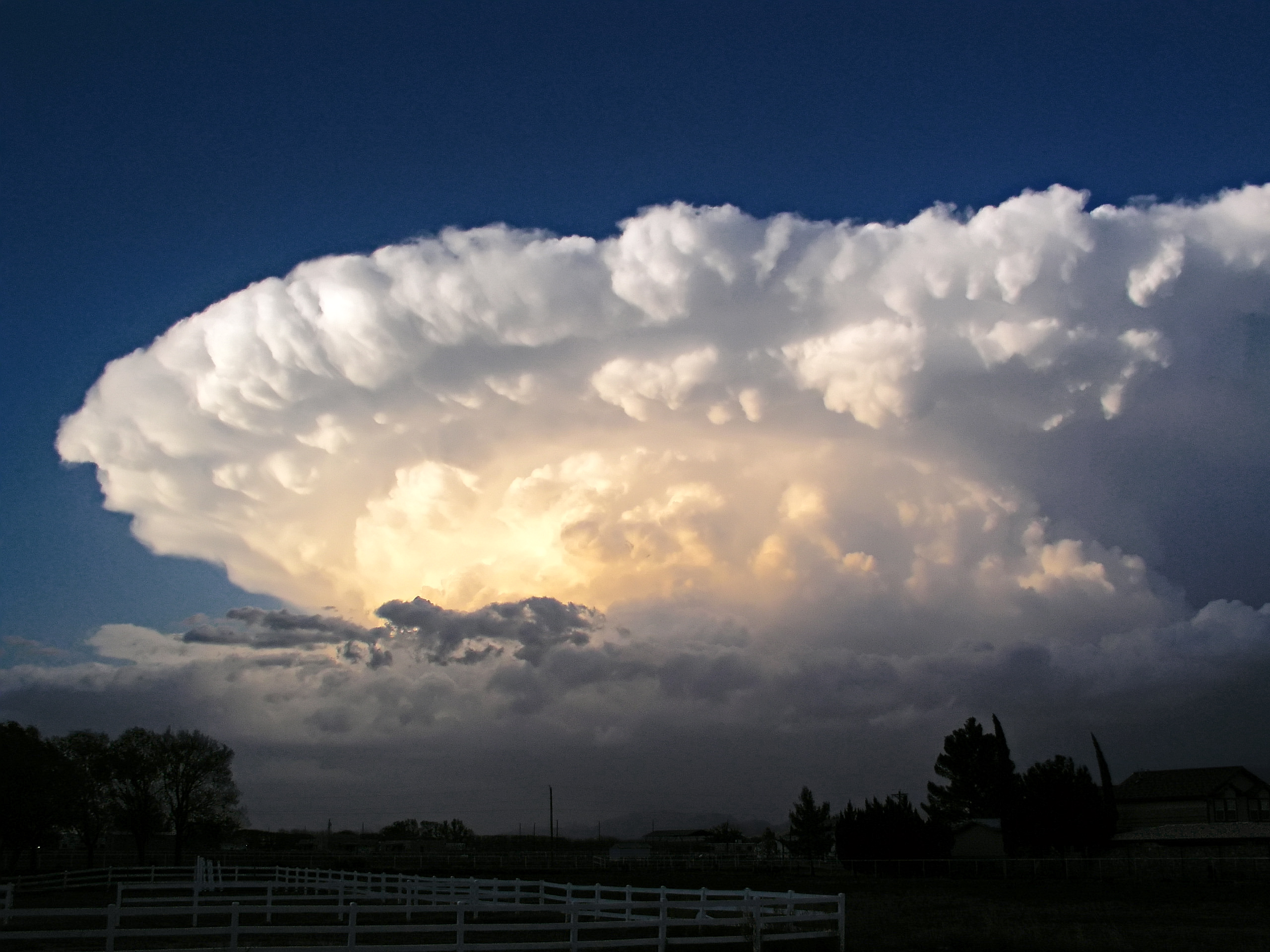
Cumulonimbe associat a una tempesta supercel·lular

Una supercèl·lula o tempesta supercel·lular és un tipus particular de tempesta que està associada amb fenòmens violents com els tornados, els esclafits o la pedra grossa. Es caracteritza per una energia potencial de convecció disponible elevada (més de 1500J/kg), per un corrent ascendent que permet una gran extensió vertical del núvol (fins a més de 15 km) i per un canvi dels vents amb l'altitud on canvia la direcció. Tot això porta a un reforçament del moviment vertical sota el corrent ascendent i l'efecte de la sincronització entre el front de ràfegues descendents i el corrent ascendent és perceptible. Com més energia potencial hi hagi disponible per a la convecció, major serà la part superior del núvol de tempesta i més intensos seran els fenòmens. Els valors extrems d'energia potencial de convecció disponible (6.000 J/kg) van ser mesurats en els tornados d'Oklahoma del 3 de maig de 1999 que van assolar els suburbis del sud d'Oklahoma City. En general, les tempestes supercel·lulars es troben en el sector càlid d'un sistema de baixa pressió i en general es mouen cap al nord-est, amb el front fred associat a la pertorbació atmosfèrica.

## Condicions per la formació de supercèl·lules

Demostració d'una supercèl·lula

Les supercèl·lules es formaran quan el nombre global de Richardson està inclòs entre 10 i 50. Si el cisallament és massa fort, els núvols cumulonimbes es dispersaran, si el cisallament és feble les precipitacions cauran de nou en el corrent ascendent. Sota aquestes condicions es formaran tempestes multicel·lulars.

### Climatologia
Les tempestess supercel·lulars es poden formar en qualsevol lloc del món quan les condicions meteorològiques són les adequades. La primera tempesta identificada com supercel·lular va ser la tempesta sobre Wokingham a Anglaterra. Va ser estudiada per Keith Browning i Frank Ludlam el 1962.
Segons les dades disponibles, les tempestes supercel·lulars més freqüents són a la zona dels Great Plains dels Estats Units i del sud del Canadà. Aquesta zona arriba fins al nord de Mèxic i el sud-est dels Estats Units. També n'hi ha de nombroses al centre-est de l'Argentina, a Uruguai, a Bangladesh, a certs llocs de l'Índia oriental, a Àfrica del Sud, i a Austràlia. De vegades poden succeir dins nombroses regions de les latituds mitjanes, en particular a l'est de la Xina i a tot Europa. Les regions on es presenten les tempestes supercel·lulars amb més freqüència són les mateixes regions on són més freqüents els tornados.